# Crânguri
Crânguri – wieś w Rumunii, w okręgu Giurgiu, w gminie Singureni. W 2011 roku liczyła 852 mieszkańców.